# 市川量也
市川 量也（いちかわ かずや、1976年4月2日 - ）は、日本のCGアニメーター、アニメ監督、プロデューサー。株式会社ドメリカ代表取締役社長。東京都出身。

## 来歴
高校卒業後、ディスクジョッキーを目指すがその後の人生に不安を持ち、1997年に飯野賢治率いるゲーム制作会社「ワープ」に入社。主に公式Webサイトのデザインを担当する。入社当時はAdobe Photoshopは扱えたものの、本格的に3DCGソフトウェアを触ったことはなく、入社後に操作方法を覚え始めた。
1998年に退社した後、フリーの制作集団「三茶グラフィックス」を結成。数々の会社と取引をおこない、3DCGI開発・自主制作を中心に活動。
2002年2月、LightWaveユーザーを対象としたディ・ストームが主催するコンテスト「Wavy Awards 2001」にて、個人作品「TVBLOCK」がアニメーション部門最優秀賞を受賞。
2008年、里見哲朗と共に、同人3DCGアニメーション制作ユニット「バーナムラボラトリー」を結成。
2010年12月、アニメーション制作会社「ドメリカ」を設立、代表取締役社長を務める。
2016年8月、「ギャザリングホールディングス」の取締役に就任（翌年退任）。
2018年9月、CG制作会社「モンスターズエッグ」を共同で設立、代表取締役CCOに就任。

## 参加作品

### テレビアニメ
2001年
- 「MARS BRAT」CGアニメーター

2006年
- 「スーパーロボット大戦OG -ディバイン・ウォーズ-」18,22話CGI協力

2007年
- 「デルトラ・クエスト」13話CGI協力
- 「電脳コイル」19話CGワークス
- 「MOONLIGHT MILE -Touch down-」CGマネージメント

2008年
- 「ネットゴーストPIPOPA」CGIプロデューサー

2010年
- 「SOS TV ワルプルギス・ナイトフィーバー」監督

2011年
- 「猫神やおよろず」EDゲームグラフィッククリエイター
- 「Aチャンネル」3,4,5,6,7,8,9,10,11,12話3Dレイアウト
- 「ぬっことはるか」監督・演出

2013年
- 「帰宅部活動記録」4,5,6,7話制作管理

2014年
- 「Fate/kaleid liner プリズマ☆イリヤ ツヴァイ!」CGプロデューサー
- 「ぐでたま」監督
- 「そにアニ -SUPER SONICO THE ANIMATION-」CGプロデューサー

2015年
- 「探偵チームKZ事件ノート」監督・1,2話絵コンテ・13,14話脚本
- 「Fate/kaleid liner プリズマ☆イリヤ ツヴァイ ヘルツ!」CGプロデューサー
- 「パンチライン」3DCGプロデューサー・OP演出

2016年
- 「Fate/kaleid liner プリズマ☆イリヤ ドライ!!」CGプロデューサー
- 「ベルセルク」TV第2作・第1期、副監督・CGテクニカルアドバイザー・2,11話絵コンテ

2017年
- 「潔癖男子!青山くん」監督
- 「できるかな」監督

2018年
- 「弱虫ペダル GLORY LINE」ED1,ED2絵コンテ・演出（共同）

2019年
- 「爆丸バトルプラネット」監督
- 「厨病激発ボーイ」監督

2021年
- 「灼熱カバディ」監督
- 「すばらしきこのせかい The Animation」監督
- 「セブンナイツ レボリューション -英雄の継承者-」監督

2023年
- 「爆丸バトルクラン」監督

2024年
- 「刀剣乱舞 廻 -虚伝 燃ゆる本能寺-」監督

2025年
- 「フェルマーの料理」監督
- 「グノーシア」監督

### 映画
2005年
- 「劇場版 金色のガッシュベル!! メカバルカンの来襲」CGアニメーター

2007年
- 「EX MACHINA -エクスマキナ-」CGプロダクションサポート

2008年
- 「星に願いを COLD BODY + WARM HEART」原作・脚本・監督

2009年
- 「星に願いを -Fantastic Cat-」原作・脚本・監督

2012年
- 「009 RE:CYBORG」CGアニメーションアシスタント
- 「ヱヴァンゲリヲン新劇場版:Q」CGI

2017年
- 「恋するシロクマ」監督・脚本

2024年
- 「刀剣乱舞 廻 -々伝 近し侍らうものら-」監督

### OVA
2003年
- 「SHADOW SKILL ～クルダ流交殺法の秘密～」監督

2006年
- 「FREEDOM」1話CGI・コンポジット

2008年
- 「星の海のアムリ」プロデューサー

2012年
- 「Aチャンネル+smile」3Dレイアウト

### Webアニメ
2015年
- 「モンスターストライク」監督・1,2,51話絵コンテ・1,2,12,14,51話演出

2016年
- 「ふらいんぐうぃっち ぷち」監督
- 「ポケモンジェネレーションズ」15話演出

2017年
- 「めんトリ」監督

2020年
- 「爆丸アーマードアライアンス」監督

2022年
- 「ロマンティック・キラー」監督

2023年
- 「爆丸レジェンズ」監督

### ゲーム
2002年
- 「ブレス オブ ファイアV ドラゴンクォーター」CGアニメーター
- 「ガンダムパイロットアカデミー」ムービー演出

2003年
- 「モーショングラビア」オープニングムービー演出

2006年
- 「サルゲッチュ ミリオンモンキーズ」プラグイン協力

2007年
- 「ファイアーエムブレム 暁の女神」CGI

2008年
- 「機動戦士ガンダム00 ガンダムマイスターズ」インゲーム・ムービーアニメーター

2012年
- 「真剣で私に恋しなさい!S」コンフィグ・3Dモデリング・3Dアニメーション

2013年
- 「エクステトラ」アニメーション

2016年
- 「ペルソナ5」アニメーションムービー Team 2監督・絵コンテ

2018年
- 「ペルソナ3 ダンシング・ムーンナイト」オープニングムービー監督
- 「ペルソナ5 ダンシング・スターナイト」オープニングムービー監督

2019年
- 「ペルソナ5 ザ・ロイヤル」アニメーションムービー監督（共同）・絵コンテ（共同）

2020年
- 「ペルソナ5 スクランブル ザ ファントム ストライカーズ」アニメーションムービー監督

### PV
1999年
- 「My Glory Days（川越春奈）」監督（共同）

2000年
- 「Don't know why?（ラナhanakoマキサック）」監督

2014年
- 「マグネッ娘」監督

2018年
- 「フィロソフィーエッグ（96猫）」監督
- 「デンソー快適キャビンコンセプト」監督

### その他
1993年
- 「クレープ」メインテーマ作曲

1997年
- 「東京夜曲」メインテーマ作曲

2000年
- 「TOKIO VIDEO CLIPS 2000」オープニング・ジングル演出

2010年
- 「モンスターになったドメリカ」監督